# Pierre Bétin
Pierre Claude Bétin, né le 21 novembre 1936 à Savigny-sur-Orge, est un ingénieur général de l'armement qui a consacré sa carrière à la propulsion spatiale et qui a joué un rôle majeur dans le développement des matériaux composites thermostructuraux.

## Biographie
Pierre Bétin fait ses études à l'école polytechnique de 1956 à 1960 et devient ingénieur de l'armement.
En 1960 il est ingénieur militaire au laboratoire balistique de Sevran.
De 1965 à 1969 il est chef du bureau propulsion à la direction technique des engins (DTEn) de la direction générale de l'armement (DGA).
Il intègre la Société Européenne de Propulsion (SEP) comme ingénieur en chef de 1969 à 1972, directeur technique du Groupement pour les Gros Propulseurs à Poudre (G2P) associant la SEP à la société nationale des poudres et des explosifs (SNPE) de 1972 à 1974, directeur technique et industriel de la propulsion à poudre de 1974 à 1983, directeur de la division propulsion à poudre et composites de 1983 à 1984, directeur général adjoint de 1984 à 1991, directeur général délégué de 1991 à 1997, administrateur directeur général du G2P de 1993 à 1997 et directeur général adjoint chargé de la stratégie technologique de la société nationale d'étude et de construction de moteurs d'aviation (SNECMA) de 1997 à 2000 après la fusion avec la SNPE.
Au cours de sa carrière il a été nommé :
- au conseil d'administration du centre technique des industries mécaniques (1998)[3].
- au conseil d'administration de l'office national d'études et de recherches aérospatiales (1999)[4].
- au conseil d'administration de l'école nationale supérieure d'arts et métiers (2003)[5].
- au conseil d'administration de la SNPE (2004)[6].

## Apport scientifique et technique
Pierre Bétin est à l'origine du développement des matériaux composites thermostructuraux dans la propulsion et un des artisans de l'importance de la France dans le domaine. Alors directeur général adjoint de la SEP il a créé le laboratoire des composites thermostructuraux en 1988 avec l'université Bordeaux-I et le centre national de la recherche scientifique, auxquels se joindra ultérieurement le commissariat à l'énergie atomique et aux énergies alternatives.

## Distinctions
- Chevalier (1976) puis officier (1993) de l'Ordre national du Mérite[9].
- Chevalier (1988) puis officier (2000) dans l'ordre de la Légion d'Honneur[10].
- Médaille de l'Aéronautique (1979)[9].
- Prix d'astronautique de l'association aéronautique et astronautique de France (1988)[2].
- Prix Science et Défense (2001)[9].
- Élu au conseil d'administration de l'American Institute of Aeronautics and Astronautics en 1998[11],[12]. Il devient membre honoraire de cet institut en 2004[13].
- Administrateur de la Fondation pour la Recherche Stratégique[2],[14].
- Membre de l'académie nationale des sciences, belles-lettres et arts de Bordeaux (2002).